# Zambias herrlandslag i fotboll
Zambias herrlandslag i fotboll representerar Zambia i fotboll för herrar och deltog vid fotbollsturneringen i Olympiska sommarspelen 1988.  1993 omkom hela det dåvarande laget i ett flyghaveri. Laget spelade sin första landskamp 1964 som Nordrhodesia, då man slog Sydrhodesia med 4-0 borta. Som Zambia spelade man sin första landskamp den 3 juli 1964 mot Tanzania, och vann med 1-0 i Malawi.
Zambia tog sitt första guld i Afrikanska mästerskapet den 12 februari 2012 efter att ha besegrat Elfenbenskusten i finalen efter straffläggning.

## Nuvarande trupp
Följande spelare var uttagna till att medverka i VM-kvalet mot Lesotho 24 mars 2013.
Landskamper och mål uppdaterade senast 24 mars 2013.
| Nr | Pos. | Namn                | Födelsedatum (ålder) | Matcher | Mål |                | Klubb                    |  |
| -- | ---- | ------------------- | -------------------- | ------- | --- | -------------- | ------------------------ |  |
|    | MV   | Kennedy Mweene      | 11 december 1984     | 78      | 1   | Sydafrika      | Free State Stars         |  |
|    | MV   | Joshua Titima       | 20 oktober 1992      | 3       | 0   | Zambia         | Power Dynamos            |  |
|    | MV   | Danny Munyao        | 21 januari 1987      | 0       | 0   | Zambia         | Red Arrows               |  |
|    |      |                     |                      |         |     |                |                          |  |
|    | F    | Emmanuel Mbola      | 10 maj 1993          | 34      | 0   | Portugal       | Porto B                  |  |
|    | F    | Joseph Musonda      | 30 maj 1977          | 87      | 0   | Sydafrika      | Golden Arrows            |  |
|    | F    | Hijani Himoonde     | 15 juni 1985         | 36      | 2   | Kongo-Kinshasa | TP Mazembe               |  |
|    | F    | Davies Nkausu       | 1 januari 1986       | 19      | 0   | Sydafrika      | Supersport United        |  |
|    | F    | Stophira Sunzu      | 22 juni 1989         | 41      | 3   | Kongo-Kinshasa | TP Mazembe               |  |
|    | F    | Chintu Kampamba     | 28 december 1980     | 34      | 0   |                | Klubblös                 |  |
|    | F    | Nathan Sinkala      | 23 april 1991        | 19      | 0   | Kongo-Kinshasa | TP Mazembe               |  |
|    |      |                     |                      |         |     |                |                          |  |
|    | MF   | Francis Kasonde     | 1 september 1986     | 35      | 2   | Kongo-Kinshasa | TP Mazembe               |  |
|    | MF   | Thomas Nyrienda     | 28 februari 1986     | 25      | 0   | Zambia         | Power Dynamos            |  |
|    | MF   | Isaac Chansa        | 23 mars 1984         | 57      | 1   | Kina           | Henan Jianye             |  |
|    | MF   | Felix Katongo       | 18 april 1984        | 55      | 5   | Zambia         | Green Buffaloes          |  |
|    | MF   | Noah Chivuta        | 25 december 1983     | 24      | 2   | Sydafrika      | Free State Stars         |  |
|    | MF   | Rainford Kalaba     | 14 augusti 1986      | 68      | 10  | Kongo-Kinshasa | TP Mazembe               |  |
|    | MF   | William Njovu       | 4 mars 1987          | 22      | 1   | Israel         | Hapoel Be'er Sheva       |  |
|    | MF   | Fwayo Tembo         | 2 maj 1989           | 9       | 1   | Rumänien       | Astra Giurgiu            |  |
|    | MF   | Lawrence Phiri      | 4 april 1987         | 1       | 0   | Angola         | Progresso AS             |  |
|    |      |                     |                      |         |     |                |                          |  |
|    | A    | Collins Mbesuma     | 3 februari 1984      | 44      | 17  | Sydafrika      | Orlando Pirates          |  |
|    | A    | Christopher Katongo | 31 augusti 1982      | 81      | 19  | Kina           | Henan Jianye (Lagkapten) |  |
|    | A    | James Chamanga      | 2 februari 1980      | 53      | 16  | Kina           | Liaoning Whowin          |  |
|    | A    | Jacob Mulenga       | 12 februari 1984     | 32      | 6   | Nederländerna  | Utrecht                  |  |
|    | A    | Emmanuel Mayuka     | 21 november 1990     | 43      | 10  | England        | Southampton              |  |
|    | A    | Jonas Sakuwaha      | 22 juli 1983         | 21      | 1   | Sudan          | Al-Merrikh               |  |